# Klosterkirche (Blomberg)

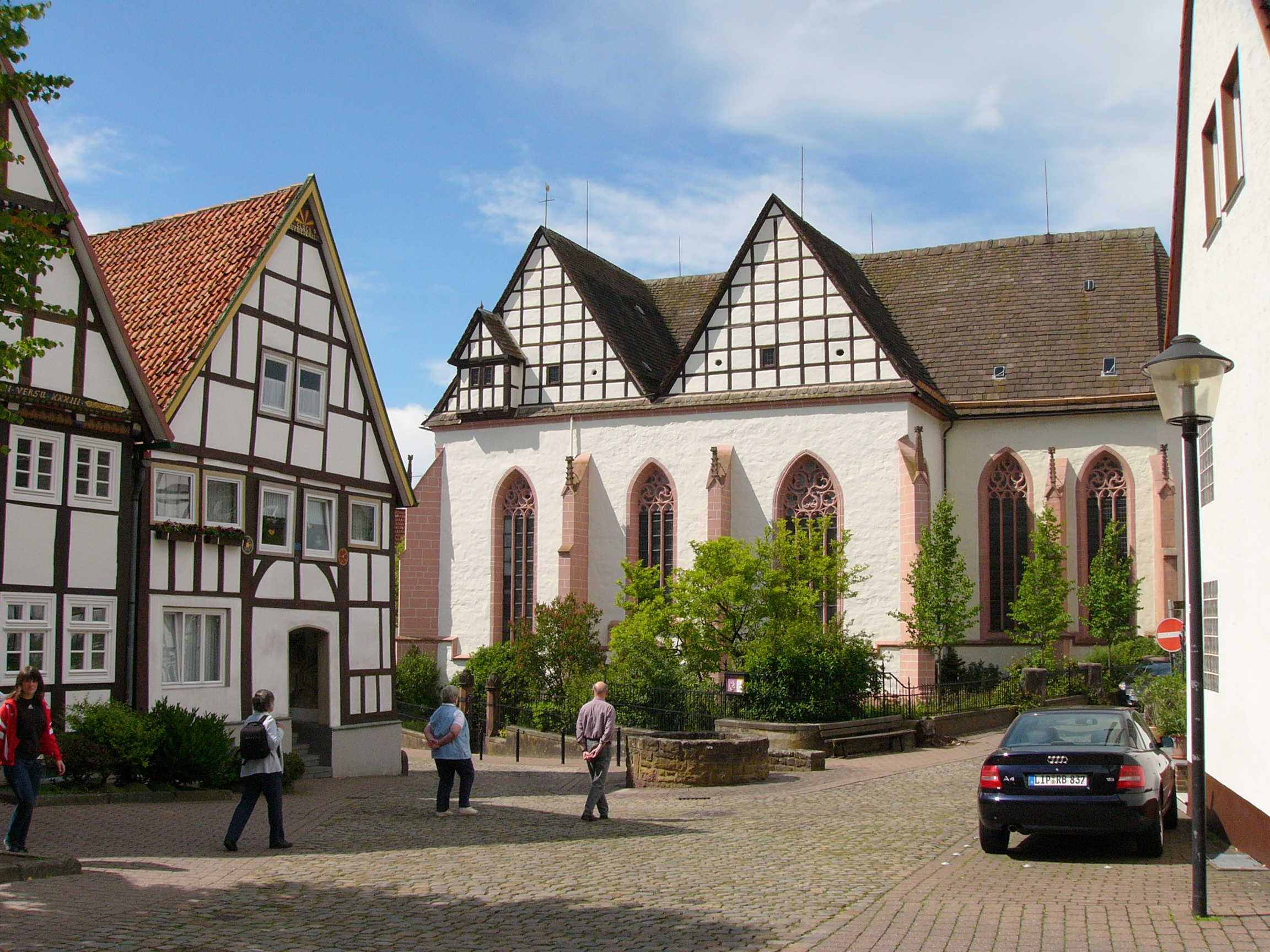
Klosterkirche von Süden

Die ehemalige Klosterkirche Zum Heiligen Leichnam in der lippischen Stadt Blomberg ist die Pfarrkirche der evangelisch-reformierten Kirchengemeinde Blomberg in der Klasse Ost der Lippischen Landeskirche.
Sie wurde in der zweiten Hälfte des 15. Jahrhunderts erbaut und später als Kirche eines Augustinerklosters genutzt, das 1569 aufgelöst wurde. Die spätgotische Hallenkirche gilt als „bedeutendster spätmittelalterlicher Kirchenbau in Lippe“.

## Geschichte
Eine Blomberger Bürgerin hatte 1460 Hostien gestohlen, um mit ihrer Hilfe einer persönlichen Notlage zu wehren. Als sie glaubte, dass der Diebstahl ruchbar geworden war, warf sie die Hostien in einen Brunnen. Sie wurde dennoch ergriffen und verbrannt. Der Brunnen aber erwies sich in der Folge als heilsam, sein Ruf verbreitete sich und es entstand eine Wallfahrt, die solche Ausmaße annahm, dass schließlich der lippische Landesherr Bernhard VII. (1429–1511) 1462 den Bau einer Kirche an der Stelle des angeblich wundertätigen Brunnens in Blomberg  beschloss. 1468 berief er Augustiner-Chorherren aus dem Kloster Möllenbeck nach Blomberg, die dort das Kloster „Zum Heiligen Leichnam“ gründeten und für die Wallfahrtsteilnehmer Ablässe erteilten. Die Kirche wurde etwa 1485 fertiggestellt. Der im Kirchenschiff gelegene Brunnen ist inzwischen überbaut. Ein Denkmal auf dem Blomberger Marktplatz erinnert an die Tat der Alheyd Pustekoke.
Bernhard VII. ließ unter dem Westteil der Kirche eine Gruft für das Adelsgeschlecht Haus Lippe errichten. Seine Gemahlin Anna von Holstein-Schauenburg wurde dort 1495 als Erste bestattet. In den Jahren 1586 und 1622 wurde die Gruft erweitert, die letzte Beisetzung fand 1769 statt.
Das Kloster wurde im Zuge der Reformation aufgelöst, 1569 endgültig. Graf Johann Bernhard schenkte die Klosterkirche und das umgebende Gelände 1651 der Stadt Blomberg. Der evangelisch-reformierten Kirchengemeinde stand nun neben der benachbarten Martinikirche ein zweites Gotteshaus zur Verfügung. Seit die Martinikirche 1833 bis auf den Turm abgerissen wurde, ist die ehemalige Klosterkirche die einzige Gemeindekirche.

## Architektur

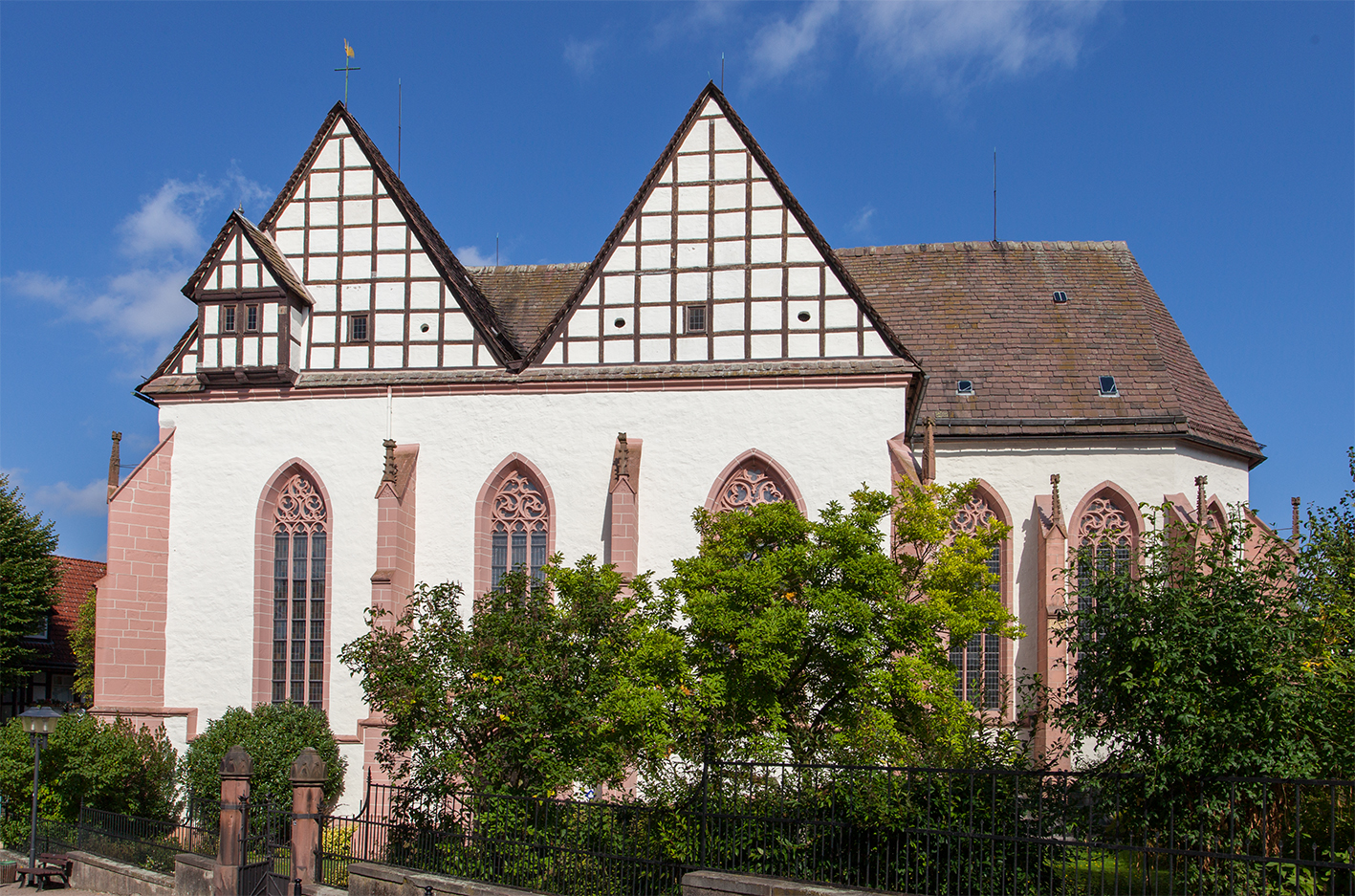
Klosterkirche Blomberg, Südseite

Die Klosterkirche ist eine dreischiffige, dreijochige Hallenkirche mit quadratischem Grundriss und einem einjochigen Ostchor mit 5/8-Schluss. An den Chor wurde um 1500 eine zweigeschossige Sakristei angebaut.
Die Seitenschiffe werden von Quersatteldächern mit Fachwerkgiebeln bedeckt. Nord- und Westseite sind fensterlos, die gotischen Spitzbogenfenster auf der Südseite haben Maßwerk mit Fischblasenornamenten verschiedener Ausgestaltung. An der Südseite des Mitteljochs befindet sich das spitzbogige Hauptportal.
Wie bei Kirchenbauten der Augustiner üblich, hatte die Klosterkirche nie einen Turm. Die Glocken befanden sich früher in einem Erker am westlichen Quergiebel auf der Südseite. Heute wird der von der abgerissenen Martinikirche verbliebene Turm von der Kirchengemeinde als Glockenturm genutzt.

## Ausstattung

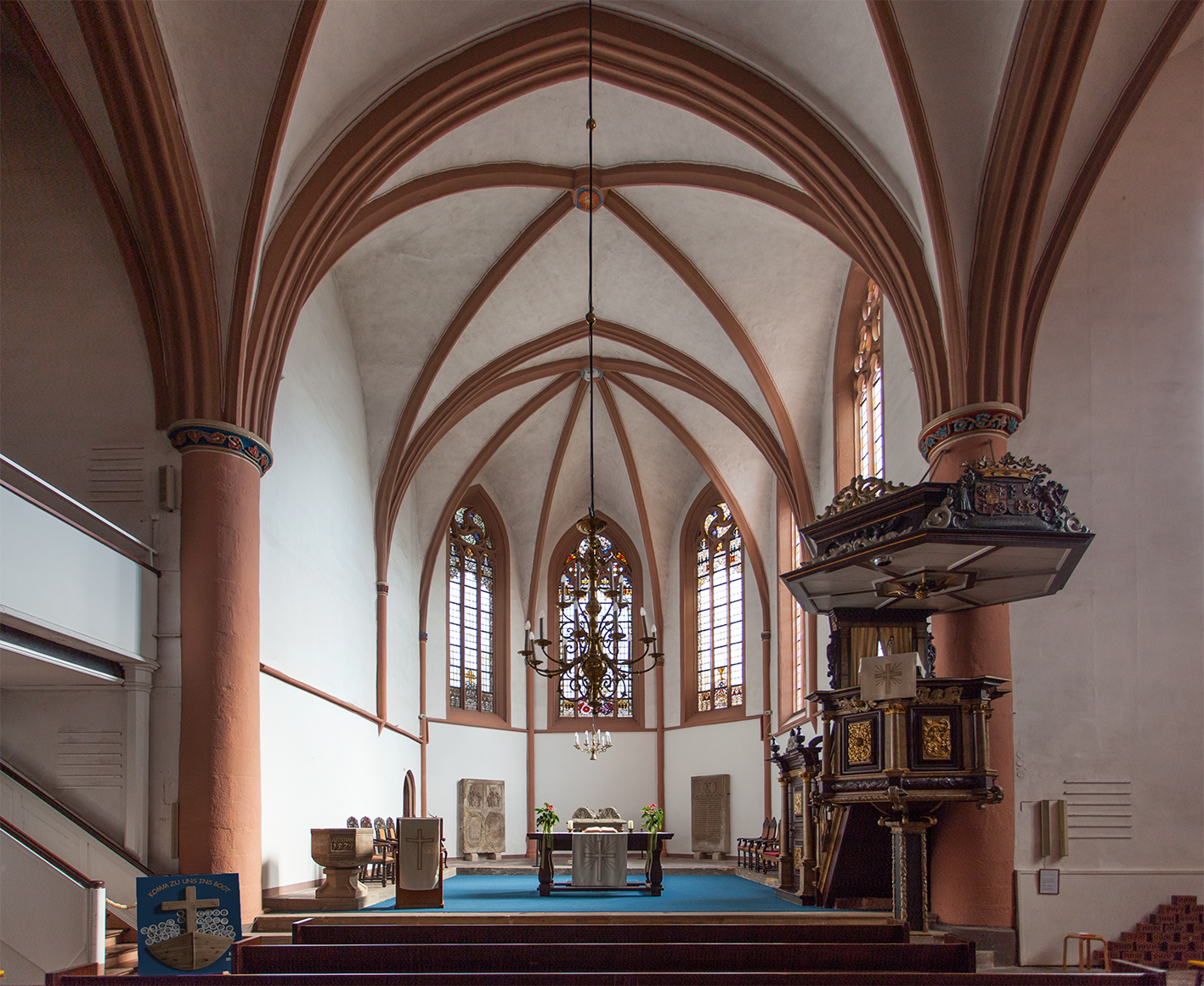
Innenraum der Klosterkirche Blomberg

Die um 1511 bis 1515 entstandene spätgotische Doppeltumba für Bernhard VII. und Anna zur Lippe, die im Chor aufgestellt ist, wird Heinrich Brabender zugeschrieben. Auf der Deckplatte liegen lebensgroße Figuren des Paares.

### Orgel
Die Orgel der Klosterkirche wurde 1839 von Georg Carl Kuhlmann (Gottsbüren) erbaut und 1930 von Anton Feith (Paderborn) neu errichtet. Das Instrument hat 31 Register auf zwei Manualen und Pedal (pneumatische Kegelladen mit Registerkanzellen). 1980–1981 wurde das Instrument überholt und mit elektronischen Trakturen ausgestattet.
| I Hauptwerk C– |               |       |
| 1.             | Gedecktpommer | 16′   |
| 2.             | Prinzipal     | 8′    |
| 3.             | Holzgedeckt   | 8′    |
| 4.             | Oktave        | 4′    |
| 5.             | Rohrflöte     | 4′    |
| 6.             | Quinte        | 2 ⁄3′ |
| 7.             | Superoktave   | 2′    |
| 8.             | Mixtur IV     |       |
| 9.             | Trompete      | 8′    |

| II Unterwerk C– |               |        |
| 10.             | Hornprinzipal | 8′     |
| 11.             | Holzflöte     | 8′     |
| 12.             | Gedackt       | 8′     |
| 13.             | Quintadena    | 8′     |
| 14.             | Weidenpfeife  | 8′     |
| 15.             | Gemshorn      | 4′     |
| 16.             | Blockflöte    | 4′     |
| 17.             | Nasat         | 2 ⁄3′  |
| 18.             | Flageolett    | 2′     |
| 19.             | Terz          | 1 3⁄5′ |
| 20.             | Sifflet       | 1 ⁄3′  |
| 21.             | Sifflöte      | 1′     |
| 22.             | Zimbel III    |        |
| 23.             | Oboe          | 8′     |
|                 | Tremulant     |        |

| Pedal C– |           |     |
| 24.      | Kontrabaß | 16′ |
| 25.      | Subbaß    | 16′ |
| 26.      | Oktavbaß  | 8′  |
| 27.      | Baßflöte  | 8′  |
| 28.      | Flöte     | 4′  |
| 29.      | Choralbaß | 4′  |
| 30.      | Mixtur IV |     |
| 31.      | Posaune   | 16′ |

- Koppeln: II/I, II/P
- Spielhilfen: zwei freie Kombinationen, eine freie Pedalkombination, Crescendowalze